# Sjeverna obala od rta Pusta u uvali Sobra do rta Stoba kod uvale Okuklje s otocima i akvatorijem
Sjeverna obala od rta Pusta u uvali Sobra do rta Stoba kod uvale Okuklje s otocima i akvatorijem este o arie protejată (sit de importanță comunitară — SCI) din Croația întinsă pe o suprafață de 244,53 ha, integral marine.

## Localizare
Centrul sitului Sjeverna obala od rta Pusta u uvali Sobra do rta Stoba kod uvale Okuklje s otocima i akvatorijem este situat la coordonatele 42°44′24″N 17°38′13″E / 42.74°N 17.637°E.

## Înființare
Situl Sjeverna obala od rta Pusta u uvali Sobra do rta Stoba kod uvale Okuklje s otocima i akvatorijem a fost declarat sit de importanță comunitară în iulie 2013 pentru a proteja un număr necunoscut de specii din flora spontană și fauna sălbatică aflate în arealul zonei.

## Biodiversitate
Situată în ecoregiunea marină mediteraneană, aria protejată conține 2 habitate naturale: Golfuri mici largi și golfuri puțin adânci, Straturi cu Posidonia (Posidonion oceanicae).
La baza desemnării sitului se află un număr nedeclarat de specii protejate.